# نادي دنيبرو دنيبروبتروفسك

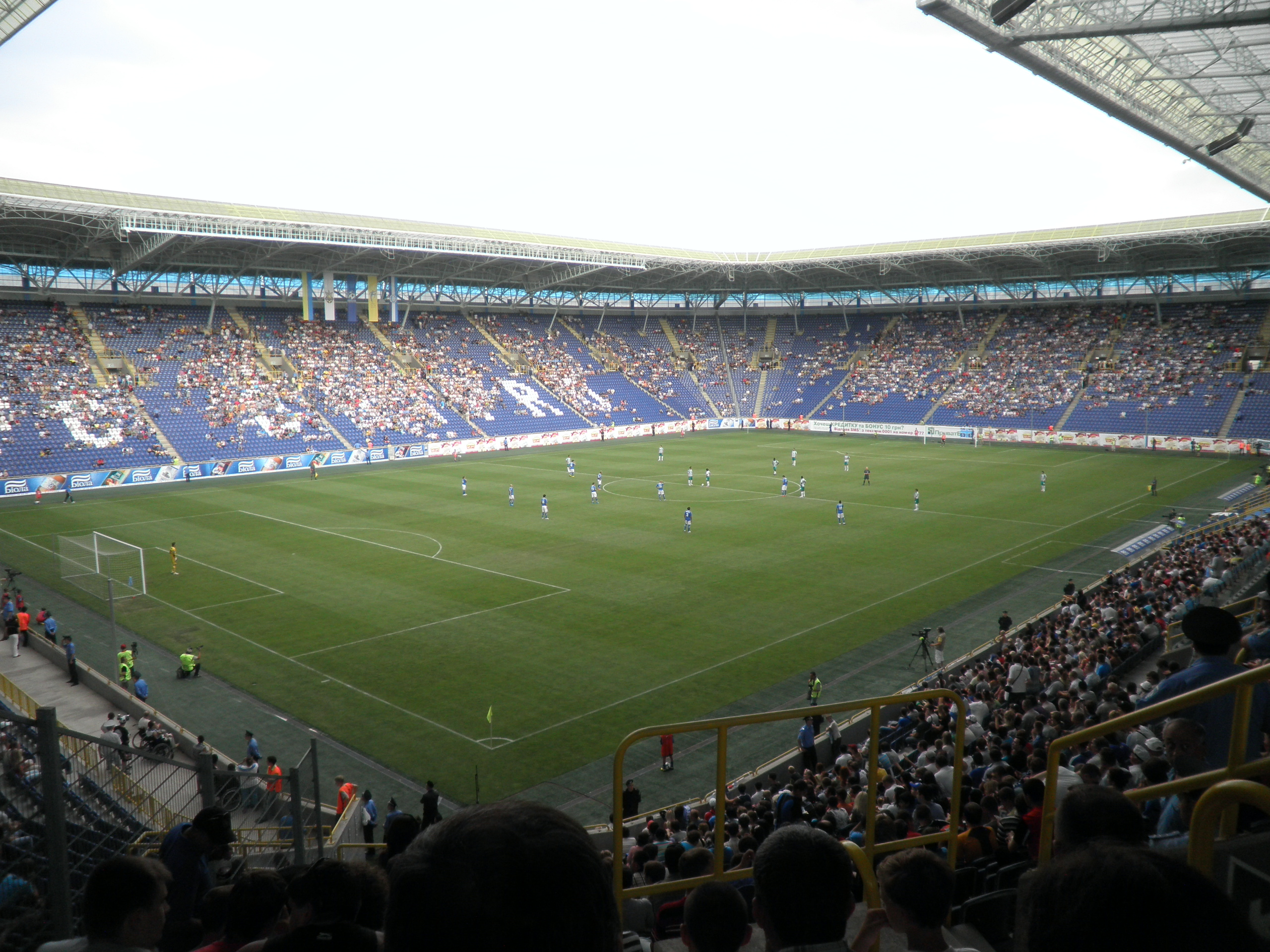
ملعب الفريق الحالي

نادي دنيبرو دنيبروبتروفسك لكرة القدم (بالأوكرانية: Дніпро (Дніпропетровськ) هو نادي كرة قدم أوكراني من مدينة دنيبروبتروفسك. تأسس الفريق عام 1918. الملعب الرئيسي للنادي هو ملعب دنيبرو أرينا.

## وصلات خارجية
- الموقع الرسمي